# Pootie Tang
A Pootie Tang 2001-ben bemutatott amerikai vígjáték, amelyet Louis C.K. írt és rendezett. A főbb szerepekben Lance Crouther, Jennifer Coolidge, Wanda Sykes és Robert Vaughn. A főszereplő karakter a The Chris Rock Show műsor egy visszatérő szereplője volt. A produkció azonban megbukott, és nem hozta be a 7 millió dolláros költségvetést.

## Cselekmény
Pootie Tang már kisgyerekként is népszerű a hölgyeknél. Élete fordulópontját szülei halála hozza meg, mikor apjától megörökli az övét. Az övvel bárkinek el tudja látni a baját, amíg Pootie-nak igaza van, de apja figyelmezteti, hogy hölgyek nem kerülhetnek az öv és közéje.
Fiatal felnőttként Pootie Tang hírnévre tesz szert, és különböző okok miatt válik ismertté. Éjszakai klubokban énekel, gyerekeknek szóló közszolgálati hirdetésekben szerepel, listavezető zenei slágereket produkál, és általában az övének erejével győzi le a gonosztevőket. Dick Lecter, a LecterCorp multiipari konglomerátum vezérigazgatója tudomást szerez Pootie Tang befolyásáról, és a férfi negatív hatásáról a cégre. Miután csatlósaival és Dirty Dee-vel Pootie elbánik, jobbkezét, Ireenie-t küldi a férfi után.
Ireenie-nek sikerül elcsábítania Pootie-t, aki aláír egy szerződést, és elveszíti az övét. Pootie a malőr miatt eltörpül a LecterCorp kizsákmányoló kampányában, ezért egy farmra menekül. Látomásában apja elárulja neki, hogy nem az öv tette őt különlegessé. Pootie visszaszerzi az övét, és a városnak veszi az irányt. Dick Lecter éppen egy új éttermet leplezett le Pootie's Bad Time Burgers névvel, mire Pootie szembeszegül Lecterrel. Lecter azonban felkészült a férfi lázadására, és több hasonmást is felbérelt Pootie-ra.
Pootie-nak sikerül legyőznie a Pootie-utánzatokat és Lectert, valamint elnyeri Biggie Shorty kezét. Lecter felmond a vállalatnál, és inkább színész lesz.

## Szereplők
| Szerep                       | Színész           | Magyar hangja        |
| ---------------------------- | ----------------- | -------------------- |
| Pootie Tang                  | Lance Crouther    | Pusztaszeri Kornél   |
| Trucky                       | J. B. Smoove      | Csík Csaba Krisztián |
| Ireenie                      | Jennifer Coolidge | Orosz Anna           |
| Mocskos Dee                  | Reg E. Cathey     | Varga Tamás          |
| Dick Lecter                  | Robert Vaughn     | Szokolay Ottó        |
| Biggie Shorty                | Wanda Sykes       | Náray Erika          |
| JB / Pootie apja / rádiós DJ | Chris Rock        | Kerekes József       |
| Frank                        | Dave Attell       | n.a                  |
| Lacey                        | Mario Joyner      | n.a                  |
| Froggy                       | J. D. Williams    | n.a                  |
| Laura Knight                 | Laura Kightlinger | n.a                  |
| Shakey                       | Rick Shapiro      | n.a                  |
| Diva                         | Missy Elliott     | n.a                  |
| Dennis                       | David Cross       | n.a                  |
| felvétel vezető              | Andy Richter      | n.a                  |
| felvétel vezető lánya        | Kristen Bell      | n.a                  |
| hangmérnök                   | Jon Glaser        | n.a                  |
| bulizó lány                  | Keesha Sharp      | n.a                  |
| Greasy                       | Todd Barry        | n.a                  |
| Bob Costas                   | Bob Costas        | n.a                  |

## Fogadtatás

### Kritikai visszhang
A Pootie Tang gyengén szerepelt a kritikusok szerint. A Rotten Tomatoeson 27%-os minősítést ért el 45 értékelés alapján, az összefoglaló szerint: „A Pootie Tang, amely egy rövid jelenetre épül, túl sokáig tart.” Lou Lumenick a New York Posttól azt írta: „Olyan, mintha egy véletlenszerű, törölt jelenetek gyűjteményét néznénk egy rosszul kitalált filmből, amelynek eleve nem lett volna szabad a mozi belsejét elsötétítenie.” Owen Gleiberman az Entertainment Weeklytől azt írta: „Bármennyire is zseniális tud lenni Rock, ez az anyag a sekélyes, moralista oldalát tükrözi.” Roger Ebert úgy vélte: „Nem annyira rossz, mint amennyire megmagyarázhatatlan. Értetlenül nézed.”
A MetaCriticen 31 pontot ért el a 100-ból 19 vélemény alapján. Dennis Lim a Village Voice-tól azt írta: „A nyár eddigi legfurcsább, legviccesebb stúdiókiadványa és egy jóhiszeműen kultikus tárgynak számító alkotás.” Christopher Muther a Boston Globe-tól azt írta: „A film komikus erejét gyakran ostobaság és sztereotípiák árnyékolják be. Pootie besült.” Robert K. Elder a Chicago Tribune-től azt írta: „A lassú és vontatott Pootie Tang rosszabb, mint egy átlagosnál gyengébb Saturday Night Live szkeccsfilm.”

### Bevétel adatai
A Box Office Mojo szerint a film veszteséges volt. A 7 millió dolláros költségvetésből 3,3 millió dolláros bevételt ért el.